# Stylus Magazine
Stylus Magazine var en online musik og film tidsskrift grundlagt i år 2002. Stylus lukkede den 31. oktober 2007, men dens hjemmeside kører stadig, dog uden udgivelse af nyt indhold.